# Пролітфронт
Пролітфронт («Пролетарський літературний фронт») — літературне об'єднання, засноване в квітні 1930 у Харкові.
Ініціаторами створення об'єднання виступили М. Хвильовий та інші «ваплітяни» (див. ВАПЛІТЕ), колишні автори «Літературного ярмарку» та частина харківських письменників з організації «Молодняк». Серед учасників були Г. Епік, М. Куліш, І. Момот ін. Мета об'єднання полягала в намаганні об'єднати всі найліпші літературні сили, створити можливості для вільного, нерегламентованого партійними директивами розвитку української літератури.
Ідейно протистояло офіційній Всеукраїнській Спілці Пролетарських Письменників, більшість членів якої, розробляючи теми пролетарського інтернаціоналізму та радянського патріотизму, виконували політичне замовлення керівної партії з пошуку націоналізму та західних впливів у художній творчості письменників.
Пролітфронт видавав літературно-критичний місячник «Пролітфронт», що виходив у Харкові з квітня до грудня 1930 р. У журналі друкувалися М. Хвильовий, П. Тичина, Ю. Яновський, Остап Вишня, Ю. Шовкопляс, В. Мисик, П. Панч, І. Сенченко та ін.
Адміністративне втручання посадовців від культури у творчі справи, посилення політичного тиску, навішування націоналістичних наличок примусили літературне об'єднання самоліквідуватися в січні 1931 року.